# Fang biliar
El fang biliar o llot biliar és una barreja viscosa de partícules petites derivades de la bilis. Aquests sediments consisteixen en cristalls de colesterol, sals de calci, bilirubinat de calci, mucina i altres materials. Altres noms: fangs de vesícula biliar, malaltia microcristal·lina, sediment biliar, bilis gruixuda, sorra biliar.

## Signes i símptomes

### Complicacions
Els llots biliars poden causar complicacions com ara el còlic biliar, la colecistitis aguda, la colangitis aguda i la pancreatitis aguda.

## Causes
Els llots biliars s'han associat a l'embaràs, a la pèrdua ràpida de pes, a la Nutrició parenteral, als medicaments com la ceftriaxona i l'octreotida, al trasplantament d'òrgans sòlids i a la cirurgia gàstrica. En moltes d'aquestes afeccions, es creu que el deteriorament en la contractilitat de la vesícula biliar condueix a la formació dels llots.

## Patofisiologia
La patofisiologia de la formació de llots biliars està relacionada probablement amb la dismotilitat de la vesícula biliar. Se suposa que com que la vesícula biliar no és capaç de buidar-se efectivament, el llots biliars poden començar a acumular-se.

## Diagnòstic

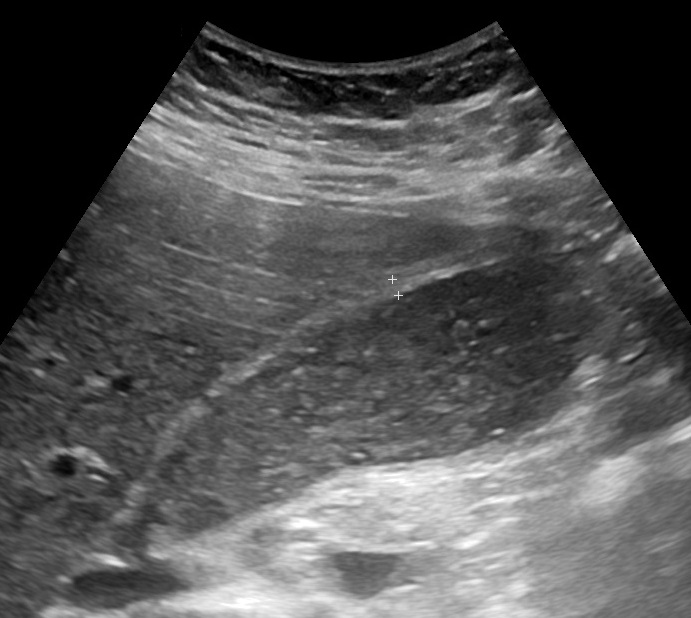
Hepatització de la vesícula biliar, que és fang biliar que omple tota la vesícula, donant-li una ecogenicitat similar al fetge (vist a l'esquerra). El pacient tenia una pedra al conducte quístic.

Els llots biliars acostumen a diagnosticar-se mitjançant la tomografia computada o l'ecografia transabdominal. L'ecografia endoscòpica és una altra opció més assenyada. No obstant això, el patró or és considerat com una microscòpia directa d’aspirat de vesícula biliar. Aquest mètode és molt més assenyat, tot i que menys pràctic.

## Tractament
Per als pacients sense símptomes, no es recomana cap tractament. La colecistectomia s'indica a pacients que esdevenen simptomàtics i/o desenvolupen complicacions. Per als candidats poc adequats en termes quirúrgics, es pot realitzar l'esfinterotomia endoscòpica per reduir el risc de desenvolupament de pancreatitis.

## Prognosi
Els llots biliars poden seguir els següents cursos clínics: (1) poden resoldre’s completament, (2) poden experimentar alts i baixos, o (3) poden esdevenir càlculs biliars. Si els llots biliars tenen una causa (per exemple, embaràs), sovint es resolen quan la causa subjacent s'elimina.

## Epidemiologia
La prevalença de llots biliars és baixa en la població general. Segons informes, la prevalença oscil·la entre el 0-0,20% en els homes i el 0,18-0,27% en les dones. No obstant això, en pacients amb certes condicions, la prevalença pot ser major.